# Guillaume Leblanc
Guillaume Leblanc (ur. 14 kwietnia 1962 w Sept-Îles w prowincji Quebec) – kanadyjski lekkoatleta, chodziarz, medalista olimpijski z 1992.
Zdobył srebrny medal w chodzie na 10 000 metrów na mistrzostwach panamerykańskich juniorów w 1980 w Sudbury. Zajął 10. miejsce w chodzie na 20 kilometrów w Pucharze Świata w chodzie sportowym w 1981 w Walencji, a chodu na 50 kilometrów nie ukończył. Na igrzyskach Wspólnoty Narodów w 1982 w Brisbane zdobył brązowy medal w chodzie na 30 kilometrów. Zajął 11. miejsce w chodzie na 20 km w Pucharze Świata w 1983 w Bergen. Zwyciężył w chodzie na 20 kilometrów na letniej uniwersjadzie w 1983 w Edmonton. Na mistrzostwach świata w 1983 w Helsinkach zajął w tej konkurencji 8. miejsce.
Na igrzyskach olimpijskich w 1984 w Los Angeles zajął 4. miejsce w chodzie na 20 kilometrów i nie ukończył chodu na 50 kilometrów. W Pucharze Świata w 1985 w St. John's był piąty w chodzie na 20 km. Zdobył brązowy medal na tym dystansie na letniej uniwersjadzie w 1985 w Kobe. Zwyciężył w chodzie na 20 km w pucharze panamerykańskim w chodzie w 1986 w Saint-Léonard. Na igrzyskach Wspólnoty Narodów w 1986 w Edynburgu zdobył srebrny medal w chodzie na 30 kilometrów.
Zajął 10. miejsce w chodzie na 20 km na igrzyskach olimpijskich w 1988 w Seulu. Był 25. na tym dystansie w Pucharze Świata w 1989 w L'Hospitalet. Zwyciężył w tej konkurencji na igrzyskach frankofońskich w 1989 w Casablance.
Zwyciężył w chodzie na 30 km na igrzyskach Wspólnoty Narodów w 1990 w Auckland. Na mistrzostwach świata w 1991 w Tokio został zdyskwalifikowany w chodzie na 20 km.
Na swych trzecich igrzyskach olimpijskich w 1992 w Barcelonie Leblanc zdobył srebrny medal w chodzie na 20 kilometrów, przegrywając jedynie z Danielem Plazą z Hiszpanii. W chodzie na 50 kilometrów został zdyskwalifikowany.
Guillaume Leblanc był mistrzem Kanady w chodzie na 20 000 metrów w latach 1985, 1986 i 1988 oraz w chodzie na 20 kilometrów w latach 1989-1991. Był również halowym mistrzem Stanów Zjednoczonych w chodzie na 5000 metrów w 1988.
Rekordy życiowe Leblanca:
| Konkurencja                     | Data i miejsce                     | Wynik     |
| ------------------------------- | ---------------------------------- | --------- |
| chód na 5000 metrów (hala)      | 26 lutego 1988, Nowy Jork          | 18:53,25  |
| chód na 10 000 metrów (stadion) | 29 czerwca 1990, Gateshead         | 39:26,02  |
| chód na 20 kilometrów           | 5 października 1986, Saint-Léonard | 1:21:13   |
| chód na 30 000 metrów (stadion) | 16 września 1990, Sept-Îles        | 2:04:55,7 |
| chód na 50 kilometrów           | 5 kwietnia 1992, Meksyk            | 3:56:46   |